# Sapium glandulosum
Sapium glandulosum,  conocida  popularmente como "kurupika’y",  "pau-de-leite",  "pau-leiteiro",  "lechero",  "lechero de hoja graúda", "mataojo" o "toropi", es una planta de la familia Euphorbiaceae.

## Distribución geográfica
Es endémica de Brasil, Perú y Paraguay

## Descripción
Es un árbol lactescente, caducifolio  que puede alcanzar hasta 20 m de altura, con tronco recto y cilíndrico con hasta 5 dm de diámetro.  Hojas largas, espinosas,  lanceoladas, simples, alternadas,  márgenes finamente serrados, con un estrechamiento encima de 15 cm; florece en el Hemisferio Austral de octubre a enero, y fructifica de enero a marzo.
Como es una especie heliófila, o de luz difusa se encuentran en  bosques no muy densos. En Brasil se registra su presencia en el sur y en el sudeste.
La madera es indicada para hacer cajas, y como leña para carbón. De su látex característico (de allí su nombre) se usa para  producir hule.
Es sumamente ornamental; en paisajismo y en reforestación.
El nombre "mataojo" fue dado porque su látex es altamente irritante ocular.
La nación guaraní usan su madera para esculpir animales.

## Taxonomía
Sapium glandulosum fue descrita por (L.) Morong y publicado en Annals of the New York Academy of Sciences 7: 227. 1893.
Etimología
Sapium: nombre genérico que según Umberto Quattrocchi se deriva probablemente del latín sappinus, sapinus o sappium = "una especie de abeto o pino," posiblemente, a su vez, deriva del celta sap = "grasa", refiriéndose al exudado de un tronco dañado.
glandulosum: epíteto latíno que significa "glandular"
Sinonimia
- Excoecaria aerea (Klotzsch ex Müll.Arg.) Müll.Arg.
- Excoecaria biglandulosa Müll.Arg.
- Excoecaria marginata (Müll.Arg.) Müll.Arg.
- Excoecaria obtusiloba (Müll.Arg.) Müll.Arg.
- Excoecaria occidentalis Müll.Arg.
- Excoecaria suberosa Müll.Arg.
- Hippomane aucuparia (Jacq.) Crantz
- Hippomane biglandulosa L.
- Hippomane fruticosa Sessé & Moc.
- Hippomane glandulosa L.
- Hippomane zeocca L. ex B.D.Jacks.
- Omphalea glandulata Vell.
- Sapiopsis cremostachys Müll.Arg.
- Sapium aereum Klotzsch ex Müll.Arg.
- Sapium alainianum P.T.Li
- Sapium albomarginatum Pax & K.Hoffm.
- Sapium aubletianum (Müll.Arg.) Huber
- Sapium aucuparium Jacq.
- Sapium aucuparium Willd.
- Sapium aureum H.Buek
- Sapium biglandulosum (L.) Müll.Arg.
- Sapium bogotense Huber
- Sapium caribaeum Urb.
- Sapium claussenianum (Müll.Arg.) Huber
- Sapium contortum Croizat
- Sapium cremostachyum I.M.Johnst.
- Sapium endlicherianum Klotzsch ex Pax
- Sapium fendleri Hemsl.
- Sapium fragile Pax & K.Hoffm.
- Sapium giganteum Pittier
- Sapium glandulatum (Vell.) Pax
- Sapium guaricense Pittier
- Sapium haematospermum var. saltense O'Donell & Lourteig
- Sapium haematospermum var. saltensis O'Donell & Lourteig
- Sapium hamatum (Müll.Arg.) Pax & K.Hoffm.
- Sapium hemsleyanum Huber
- Sapium hippomane G.Mey.
- Sapium integrifolium Splitg. ex Lanj.
- Sapium intercedens Huber
- Sapium itzanum Lundell
- Sapium ixiamasense Jabl.
- Sapium izabalense Lundell
- Sapium jamaicense Sw.
- Sapium klotzschianum (Müll.Arg.) Huber
- Sapium lanceolatum (Müll.Arg.) Huber
- Sapium leptadenium (Müll.Arg.) Huber
- Sapium marginatum Müll.Arg.
- Sapium moaense Alain
- Sapium montevidense Klotzsch ex Baill.
- Sapium moritzianum Klotzsch
- Sapium muelleri Hemsl.
- Sapium naiguatense Pittier
- Sapium nitidum Alain
- Sapium obtusatum Klotzsch ex Pax
- Sapium obtusilobum Müll.Arg.
- Sapium occidentale (Müll.Arg.) Huber
- Sapium oligoneurum K.Schum. & Pittier
- Sapium paranaense Pax & K.Hoffm.
- Sapium paucistamineum Pittier
- Sapium pavonianum (Müll.Arg.) Huber
- Sapium petiolare (Müll.Arg.) Huber
- Sapium pittieri Huber
- Sapium poeppigii Hemsl.
- Sapium pohlianum Klotzsch ex Pax
- Sapium prunifolium Klotzsch
- Sapium punctatum Klotzsch ex Pax
- Sapium pycnostachys K.Schum. ex Pax
- Sapium salicifolium Kunth
- Sapium saltense (O'Donell & Lourteig) Jabl.
- Sapium schippii Croizat
- Sapium serratum (Müll.Arg.) Klotzsch ex Baill.
- Sapium suberosum Müll.Arg.
- Sapium submarginatum Huber
- Sapium subserratum Klotzsch ex Pax
- Sapium sulciferum Pittier
- Sapium taburu Ule
- Stillingia aucuparia (Jacq.) Oken
- Stillingia biglandulosa (L.) Baill.
- Stillingia dracunculoides Baill.
- Stillingia haematantha Standl.
- Stillingia hippomane (G.Mey.) Baill.
- Stillingia marginata (Müll.Arg.) Baill.
- Stillingia prunifolia (Klotzsch) Baill.[6]

## Nombres comunes
- palo de leche, azucecillo del río Magdalena.[7]